# 莫羅鎮區 (伊利諾伊州麥迪遜縣)
莫羅鎮區（英語：Moro Township）是位於美國伊利諾伊州麥迪遜縣的一個行政鎮區。

## 地方資料
根據2010年美國人口普查的數據，莫羅鎮區的面積為84.30平方千米，當中陸地面積為82.50平方千米，而水域面積為1.80平方千米。當地共有人口3521人，而人口密度為每平方千米41.77人。